# Rekultywacja jezior

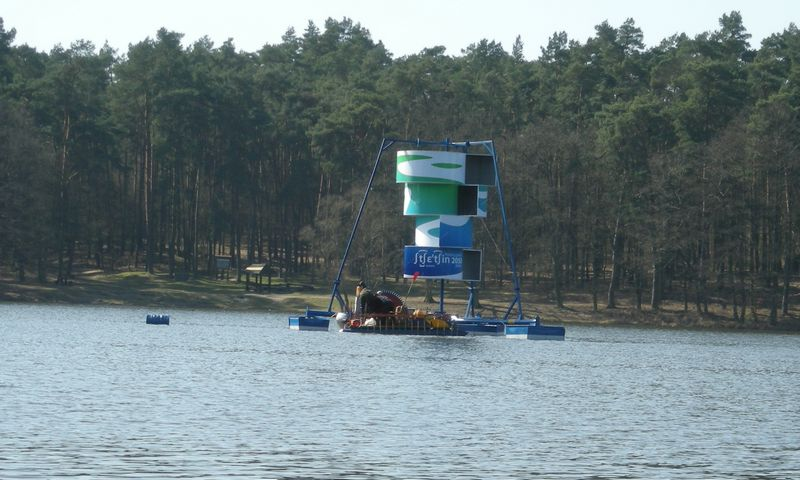
Aerator hypolimnionu od roku 2008 wykorzystywany w procesie rekultywacji Jeziora Głębokiego w Szczecinie

Rekultywacja jezior – zbiór metod, których celem jest poprawa stanu ("naprawa") ekosystemów jeziornych.
Punktem wyjścia jest przekonanie, że tak jak zepsute urządzenia techniczne można naprawić, tak samo można "naprawiać" ekosystemy. Najczęściej przyczyną degradacji ekosystemów jeziornych jest nadmierny dopływ substancji biogennych lub toksycznych. W konsekwencji rekultywacja polega na usunięciu lub dezaktywacji biogenów.
Przykłady zabiegów rekultywacyjnych jezior
- Jezioro Waszyngton (koło Seattle, USA),
- Natlenianie przydennych warstw wody (jez. Długie w Olsztynie, jez. Ełckie, jez. Mutek, Jezioro Stary Dwór, Jezioro Głębokie w Szczecinie, Jezioro Winiary i Jezioro Jelonek w Gnieźnie),
- Usuwanie materii organicznej,
- Chemiczne wiązanie biogenów (np. jez. Długie w Olsztynie, Jezioro Stary Dwór),
- Usuwanie wody z hypolimnionu (eksperyment kortowski),
- Bagrowanie - usuwanie osadów dennych (jezioro Trummen w południowej Szwecji),
- Usuwanie biomasy,
- Biomanipulacja,
- Wykorzystanie procesów naturalnych (np. Jezioro Bikcze),
- Jezioro Gołdap[1] - rekultywacja zbiornika przy wykorzystaniu bentonitu modyfikowanego lantanem, który wiąże fosforany.[2]
- Jezioro Skiertąg - „Ochrona bioróżnorodności jeziora Skiertąg poprzez bioremediację mikrobiologiczną"[3].
- Rekultywacja małego zbiornika w Borkowie (gmina Pruszcz Gdański)[4].